# Brachoria calceata
Brachoria calceata är en mångfotingart som först beskrevs av Ottis Robert Causey 1955.  Brachoria calceata ingår i släktet Brachoria och familjen Xystodesmidae. Inga underarter finns listade i Catalogue of Life.